# Profetas da chuva
Os profetas da chuva são homens e mulheres da zona rural da Região Nordeste do Brasil que elaboram previsões de tempo e de clima a partir de observações das mudanças do ecosistema, da atmosfera, de posição e visibilidade de corpos celestes, dentre outros métodos tradicionais de previsão. Alguns profetas baseiam-se em sonhos e até mesmo em rituais religiosos que misturam crenças indígenas e outras formas de conhecimento. As previsões são, em geral, produzidas antes e durante estação chuvosa, que ocorre em diferentes momentos para cada região do sertão semiárido.
As práticas, as observações da natureza e conhecimentos empíricos envolvidos nessas previsões são, em geral, transmitidos oralmente de geração a geração dentro do meio familiar, ainda que alguns dos profetas afirmem ter desenvolvido suas técnicas de previsão a partir de sua própria experiência com a natureza.
A previsão do clima é atividade enraizada na cultura cearense e de outros estados do Nordeste. Na cidade de Quixadá, na região do Sertão Central do Ceará, ocorre, desde 1997, o Encontro Anual dos Profetas Populares do Sertão Central. O evento acontece a cada segundo sábado de janeiro, data transformada em Dia dos Profetas da Chuva pelas autoridades locais. Eventos similares ocorrem em outros municípios do sertão do Ceará, como em  Tejuçuoca, onde são realizadas reuniões de profetas desde 2004.
Em geral, o público alvo das previsões são comunidades de pequenos agricultores do sertão nordestino. Esse fenômeno vem também atraindo, desde meados da década de 90, a atenção da mídia dos centros urbanos de todo o Brasil.

## Os Profetas da Chuva na Literatura e na Mídia
- Profetas da Chuva, documentário do cineasta Marcos Moura (2008);
- Profetas da Chuva e da Esperança, documentário de Marcia Paraiso (2007);
- Profetas da Chuva, peça de teatro da Companhia do Sol (2010);[2]
- Reportagens nos programas: Globo Repórter (2009),[3] Fantástico (2011),[4] SBT Repórter (2011) e The Wall Street Journal (matéria de capa em 2006).
- Magalhães, Jósa. Previsões Folclóricas das Secas e dos Invernos no Nordeste Brasileiro (1963);
- Galeno, Alberto. Seca e Inverno nas Experiências dos Matutos Cearenses (1998);
- Martins, Karla Patrícia Holanda. Profetas da Chuva (2006);[5]
- Montenegro, Abelardo. Ceará e o Profetas de Chuva (2008);
- Taddei, Renzo. Tese de doutorado em antropologia na Universidade de Columbia, em Nova York, 2005;[6]
- Pennesi, Karen. Tese de doutorado em antropologia sobre os profetas, na Universidade do Arizona, Tucson, 2007;[7]